# Xanthoparmelia mayrhoferi
Xanthoparmelia mayrhoferi är en lavart som beskrevs av Elix. Xanthoparmelia mayrhoferi ingår i släktet Xanthoparmelia och familjen Parmeliaceae. Inga underarter finns listade i Catalogue of Life.